# Pietà della lacrima
Cristo morto con la Madonna e san Giovanni, altrimenti conosciuto come Pietà della lacrima (per via della lacrima versata da san Giovanni sul braccio di Cristo) o Deposizione, è un dipinto del pittore veronese Giovan Francesco Caroto conservato presso il museo di Castelvecchio di Verona.
L'opera venne inizialmente attribuita al fratello Giovanni, ma in seguito aggiudicato con certezza a Giovan Francesco. È probabile che quest'opera fosse una rivisitazione della precedente Pietà dipinta nel 1525, in occasione del soggiorno a Casale Monferrato, e oggi dispersa. La datazione di quest'ultima, visti i debiti verso lo stile di Bernardino Luini, è stata indicata intorno al 1520, quando il pittore era tornato nella città natale. Si notano, inoltre, alcune contaminazioni delle varie deposizioni dipinte dai pittori fiamminghi appartenenti alla cerchia di Quentin Massys.